# 永阳郡 (唐朝)
永阳郡，隋朝时设置的州，在今安徽省滁州市。
天宝元年（742年），改滁州为永阳郡，领三县：清流县（今安徽省滁州市）、全椒县、永阳县（今安徽省来安县），户二万六千四百八十六，口十五万二千三百七十四。乾元元年（758年），复为滁州。
唐朝永阳郡太守
- 姚弈（742年）
- 苑咸（天宝年间）